# Roman Škraba
Roman Škraba, slovenski bobnar, * 10. avgust 1959, Ljubljana.
Igral pri rock zasedbi Na lepem prijazni, bil je tudi član skupine Make up 66, kasneje se je pridružil metalcem Pomaranča (glasbena skupina) za snemanje albuma Orange III. Sodeloval je tudi pri snemanju plošče Mira Novaka - Jaz pa igram (1998).

## Diskografija
- Na Lepem Prijazni ‎– What A Time To Make A Fool Of You / NIKA Records, 1994
- Na Lepem Prijazni ‎– Na Lepem Prijazni / Helidon, 1981
- Alternativna AA Scena[1] (kompilacija različnih izvajalcev, Dokumentarna / Gospodarsko razstavišče, 1983)
- Pomaranča - Orange III, PGP RTB, 1985
- Miro Novak - Jaz pa igram, NIKA Records, 1998